# Ahn Sook-sun
Ahn Sook-sun, kor. 안숙선 (ur. 5 września 1949 r. w Namwonie, Korea Południowa) − śpiewaczka pansori, uznawana jest za "primadonnę koreańskiej muzyki klasycznej", mianowana Perłą Niematerialnego Dziedzictwa Kulturowego UNESCO.

## Życiorys
Ahn Sook-sun pochodzi z muzykalnej rodziny, jej ciotka, Kang Soon-young, grała na gayageum, a wuj Kang Do-keun również był śpiewakiem pansori. Naukę śpiewu rozpoczęła w wieku 9 lat. W wieku 20 lat rozpoczęła naukę śpiewu w Seulu, jej nauczycielem był Kim So-hui. Wśród jej dalszych nauczycieli byli również Kang Do-geun, Jeong Kwang-su, Pak Bong-sul i Song Hu-ryang. W 1986 roku zakończyła naukę pięciu tradycyjnych opowieści pansori i została zaproszona do wykonania ich w Awinionie.
W 1979 roku Anh Sook-sun dołączyła do Narodowej Koreańskiej Grupy Changguk, od tego czasu zagrała główne role w wielu klasycznych operach. W latach 1998–1999 prowadziła tę grupę, a w latach 2002-2003 była jej dyrektorem artystycznym.
W 1998 roku francuski rząd przyznał jej Order Zasługi na Rzecz Kultury za jej działalność artystyczną w języku francuskim.

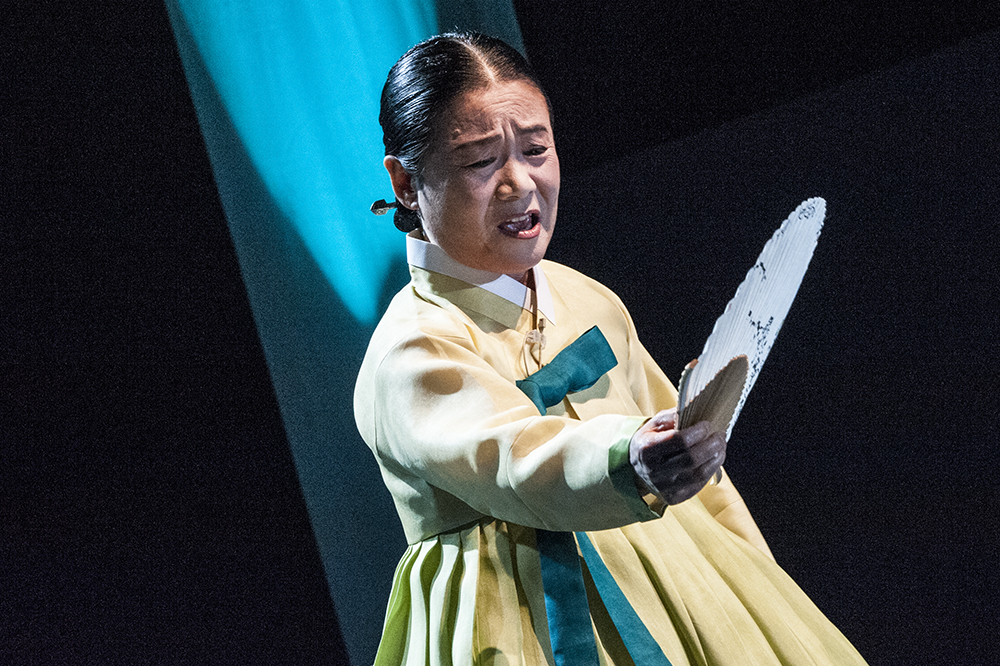
Ahn Sook-sun na scenie w Warszawie we wrześniu 2012.